# トゥリオ・クレスピ
トゥリオ・クレスピ(Tulio Crespi, 1938年6月22日 - )は、アルゼンチンの元レーサー、スポーツ／レーシングカーメーカー経営者で、レーシングチームの主宰者である。
1960年代頃から地元のレースシーンで活躍していたが、後にレーシングマシンの製作に乗り出し、フォーミュラ4等のマシンを製造する一方、1970年代に入ってからロードカーも設計した。第1作は現地メーカー、IKAルノー(1970年代当時)の高性能車、「トリノ」を基本にした「トゥリア(Tulia)」で、リトラクタブルヘッドライトを採用したイタリアのスーパーカーと見まごうばかりのスタイルを備えた、2ドアのファストバッククーペだった。エンジンはトリノに搭載されていた直列6気筒をチューンしたものや、クライスラー製(同社もアルゼンチンに工場進出していた)の「ヘミ」V8エンジンが搭載された。
また、より小型で、ルノー製エンジンを搭載した「トゥリエタ(Tulieta：2ドアクーペの他、ワゴン、カブリオレも存在)」やフォード(上記2社もアルゼンチン進出)の「タウヌス・クーペ」の改造、更に1980年代にはレジャー用オープンカー、「スピアッジャ(Spiaggia)」も手掛けていた。